# Monocreagra unimacula
Monocreagra unimacula är en fjärilsart som beskrevs av W. Warren 1897. Monocreagra unimacula ingår i släktet Monocreagra och familjen tandspinnare. Inga underarter finns listade i Catalogue of Life.